# Théâtre Tête d'or
Pour les articles homonymes, voir Tête d'or.
Le théâtre Tête d'or est un théâtre privé situé au 60 Avenue du Maréchal-de-Saxe dans le 3e arrondissement de Lyon.

## Histoire
Le 17 janvier 1980, le théâtre Tête d'or ouvrait ses portes au 24 de la rue Dunoir dans le 3e arrondissement, dans une ancienne cartonnerie[réf. nécessaire]. 
Le 10 septembre 2001, le théâtre Tête d'or s’installe au 60 avenue de Saxe dans l’ancienne salle La Cigale, qui datait de 1925, construite sur l’emplacement d’un ancien cinéma ambulant.